# Флаг Незамаевского сельского поселения (Новопокровский район)
Флаг муниципального образования Незамаевское сельское поселение Новопокровского района Краснодарского края Российской Федерации — опознавательно-правовой знак, служащий официальным символом муниципального образования.
Флаг утверждён 16 июня 2011 года решением Совета Незамаевского сельского поселения № 116 и внесён в Государственный геральдический регистр Российской Федерации с присвоением регистрационного номера 7050.

## Описание
«Прямоугольное полотнище зелёного цвета с отношением ширины к длине 2:3, воспроизводящее композицию герба Незамаевского сельского поселения Новопокровского района в белом и жёлтом цвете».
Геральдическое описание герба гласит: «В зелёном поле золотой фазан, сопровождаемый: вверху — собранным и свисающим по краям платом (Покровом), внизу — сопроизрастающими и расходящимися по трое в стороны шестью хлебными колосьями».

## Обоснование символики
Флаг языком символов и аллегорий отражает исторические, культурные и экономические особенности сельского поселения.
Изображение Покрова является единым элементом флагов всех поселений Новопокровского района Краснодарского края.
Изображение двух пучков пшеничных колосьев символизирует плодородие, достаток и указывают на то, что выращивание хлеба является основой экономики хозяйств поселения. Количество пшеничных колосьев аллегорически указывает на шесть населённых пунктов входящих в состав поселения.
Взлетающий фазан указывает на наличие данных птиц в балках и поймах речушек на территории поселения. А также аллегорически указывает на охотничьи угодья, которыми славится поселение.
Фазан символизирует свет, процветание, удачу и красоту.
Зелёный цвет символизирует жизнь, надежду, здоровье, сельское хозяйство, красоту окружающей природы.
Жёлтый цвет (золото) — символ величия, богатства, процветания и прочности.
Белый цвет (серебро) символизирует миролюбие, чистоту помыслов, порядочность, внутреннюю гармонию.